# WTCオープンエアスタジアム
WTCオープンエアスタジアム（ダブリューティーシー オープンエアスタジアム）は、大阪南港の大阪府咲洲庁舎の北側にあった多目的広場である。（住友商事の所有地）
毎年8月に開かれる日本最大規模の野外型ロック音楽コンサート・サマーソニックの大阪会場の一つとしてインテックス大阪、ZeppOsakaとともに使用されていた他、人気ミュージシャンがこの会場で野外コンサートを開催しており、2006年（平成18年）春にはポップサーカスの大阪公演が開催された。また地域密着型のフリーマーケット、運動会等の行事にも使用されている。
ここでのコンサートの開催は周辺からの騒音の苦情が多く、特に浜崎あゆみのコンサートでは新聞に記事が載ったほどとなった。さらにコスモスクエア駅前に高層マンションが2棟建つため、サマーソニックが2007年度（平成19年度）の開催から舞洲の特設会場に会場を移すなど、たびたび騒音問題が起こっている。